# Rue Henry-Chéron
La rue Henry-Chéron est une voie de la commune française de Lisieux, dans le département du Calvados en région Normandie.

## Situation et accès
Il s'agit de la rue principale de la ville, la traversant d'ouest en est.

## Origine du nom
Elle porte le nom de l'homme politique français Henry Chéron (1867-1936) qui fut maire de la ville.

## Historique

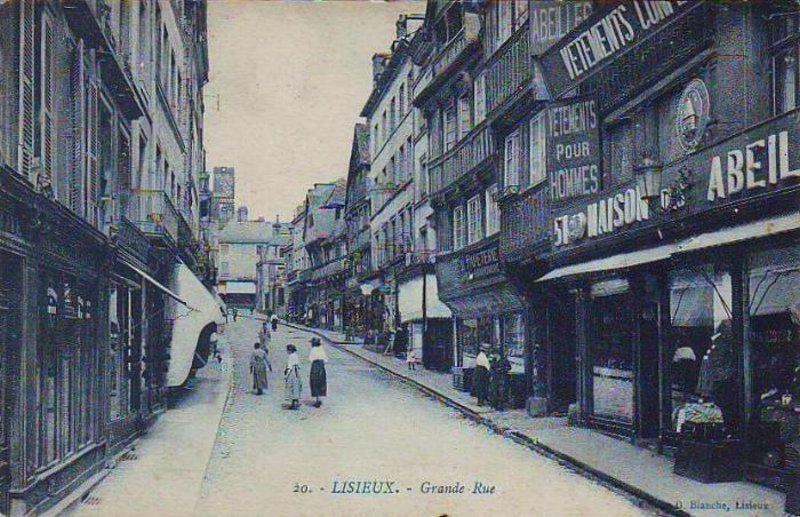
La Grande rue, devenue rue Henry-Chéron sur une carte postale de la fin du XIX ou du début du XX

L'histoire de la rue Henry-Chéron remonte à l'histoire gallo-romaine de la ville de Lisieux, alors qu'elle s'appelait Noviomagus Lexoviorum. Elle n'allait que de l'actuel hôpital à la place François-Mitterrand, et elle se terminait contre l'ancien lit de l'Orbiquet, alors aménagé en port fluvial. Le port fut abandonné au IIe siècle, et le cours de la rivière fut détourné : ainsi, la rue fut prolongée jusqu'à la Touques. Dès le XVe siècle, l'ensemble de la rue fut nommé Grande rue, puis ce n'est qu'en 1936 qu'elle prit son nom actuel, à la suite de la mort d'Henry Chéron, éminente personnalité lexovienne. Les immeubles bordant la rue furent en grande partie détruits lors des bombardements de Lisieux en 1944, et furent reconstruits sur les plans de Robert Camelot,.

## Bâtiments remarquables et lieux de mémoire
- n°14 : vieille maison à pans de bois.
- n°16 : vieille maison à pans de bois.
- n°21 : hôtel de ville de Lisieux.
- n°77 : ancien magasin Aux Dames de France, devenu ensuite Nouvelles Galeries, puis Eurodif, puis Bouchara[3].
- n°112 : vieille maison à pans de bois.
- n°116 : vieille maison à pans de bois.
- n°118 : vieille maison à pans de bois.

### Départ et arrivée de la course cycliste

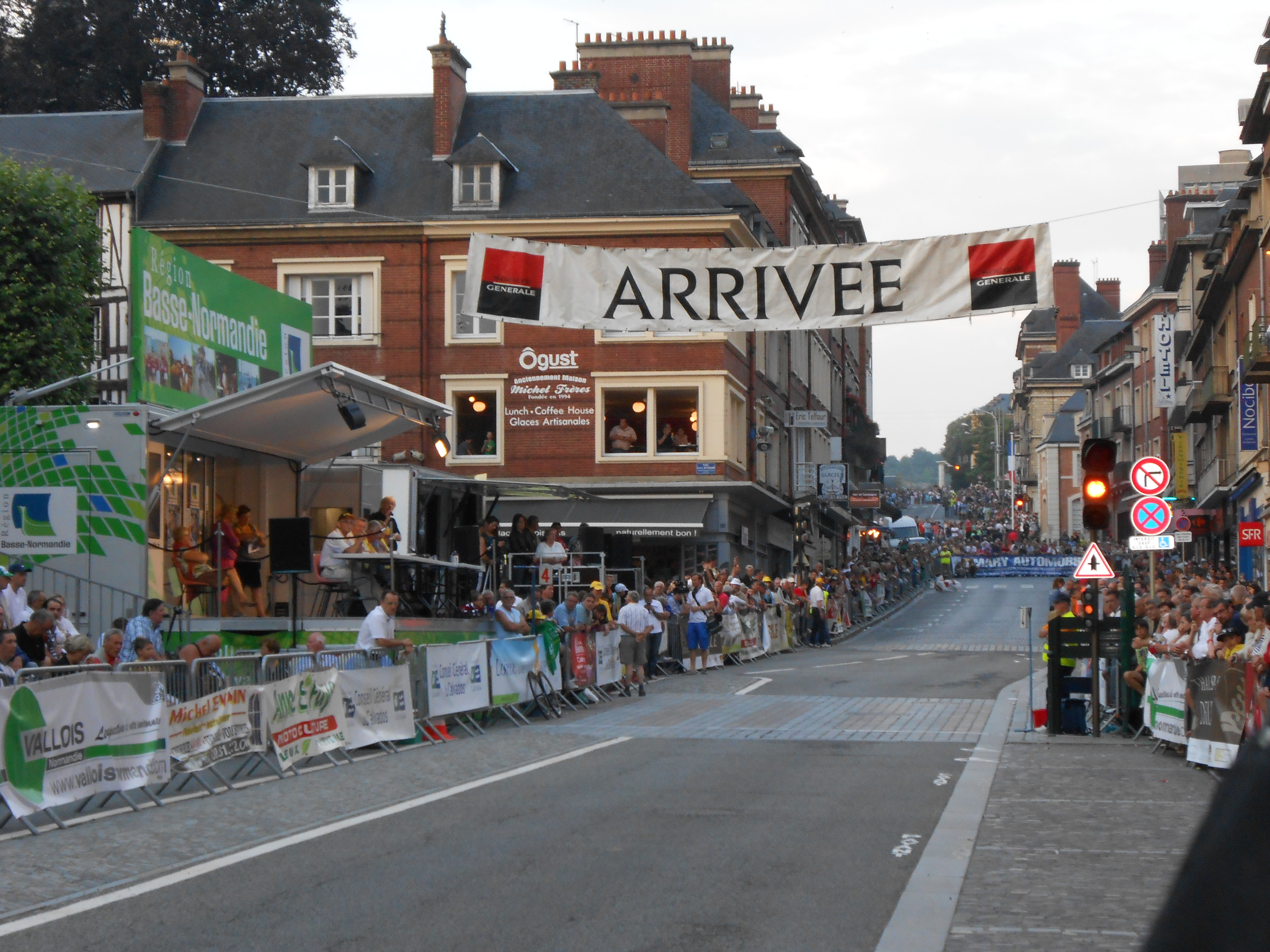
Arrivée du Critérium de Lisieux rue Henry Chéron, en 2013.

Chaque année, cette voie accueille la course cycliste dite « critérium de Lisieux », premier critérium d'après-Tour de France le mardi suivant l'arrivée des coureurs sur les Champs-Élysées.